# بنو تكة
بنو تكة (بالتركية: Tekeoğulları Beyliği)‏ وهم أحد أمراء الأناضول خلال الفترة الثانية حكموا في الفترة مابين (1321-1423) كانت عاصمتهم أنطاليا ثم كوكوتيلي وهم أحد عشائر أتراك الأوغوز والذين استقلوا بعد سقوط سلطة سلاجقة الروم. وقد بدأت هذه السلالة بالحكم بعد اقتسام أراضي أحد قادة السلاجقة بعد وفاته بين ولديه، حيث بدأ يونس بيه سلالة بنو تكة في حين فلك الدين بيه بدأ حكم بنو حميد.
بقي اسم مقاطعة أنطاليا سنجق تكة حتى وقت مبكر من الجمهورية التركية، في حين لاتزال شبه جزيرة في غرب أنطاليا تدعى «شبه جزيرة تكة» (بالتركية: Teke Yarımadası)‏.

## قائمة الحكام
| 1321- ?   | يونس بن الياس                     | يونس بن الياس                     | يونس بن الياس                     | يونس بن الياس                     |
| ? -1327   | محمود بن يونس                     | محمود بن يونس                     | محمود بن يونس                     | محمود بن يونس                     |
| 1327-1372 | سنان الدين خضر بن يونس            | سنان الدين خضر بن يونس            | سنان الدين خضر بن يونس            | سنان الدين خضر بن يونس            |
| 1372- ?   | مبارز الدين محمد بن محمود         | مبارز الدين محمد بن محمود         | مبارز الدين محمد بن محمود         | مبارز الدين محمد بن محمود         |
| ? -1391   | عثمان شلبي بن محمد.               | عثمان شلبي بن محمد.               | عثمان شلبي بن محمد.               | عثمان شلبي بن محمد.               |
| 1391-1402 | أول ضم إلى الدولة العثمانية       | أول ضم إلى الدولة العثمانية       | أول ضم إلى الدولة العثمانية       | أول ضم إلى الدولة العثمانية       |
| 1402-1423 | عثمان شلبي بن محمد                |                                   |                                   |                                   |
| 1423      | الضم النهائي إلى الدولة العثمانية | الضم النهائي إلى الدولة العثمانية | الضم النهائي إلى الدولة العثمانية | الضم النهائي إلى الدولة العثمانية |